# Copa espanyola de beisbol
La Copa espanyola de beisbol, més coneguda com a Copa del Rei de beisbol (en castellà: Copa SM El Rey), és una competició esportiva de clubs espanyols de beisbol. Creada l'any 1944 com a Campeonato de España, Copa del Generalísimo de beisbol, està organitzada per la Reial Federació Espanyola de Beisbol i Softbol. Hi competeixen els equips millors classificats de la Lliga Nacional de Beisbol disputant una fase regular en sistema de tots contra tots. A continuació, ela quatre millors classificats juguen una fase final en format de final a quatre en camp neutral, que determina el campió de la competició. L'equip guanyador obté una plaça per competir l'any següent a la Copa d'Europa de Beisbol.
Històricament, la competició ha estat dominada per equips madrilenys i catalans, destacant el Reial Madrid amb vuit títols, el Condepols MBC amb sis i el Picadero Jockey Club, Piratas Beisbol Club i Futbol Club Barcelona, amb tres títols respectivament. Durant el període 1982 i 2000, va irrompre el Club Beisbol Viladecans com a nou dominador del torneig i que aconseguí dinou títols de forma consecutiva, rècord absolut de la competició. A principis del segle XXI destaca l'aparició dels club canaris, destacant el Tenerife Marlins amb sis títols entre 2007 i 2013, i el domini recent dels Astros València, amb quatre.

## Historial
| En negreta = Equip guanyador (1) = Nombre de campionats Nota: Noms dels equips segons l'època |

| Edició                                                 | Temp.                                                  | Data                                                   | Campió                                                 | Resultat                                               | Subcampió                                              | Seu                                                    | refs          |
| ------------------------------------------------------ | ------------------------------------------------------ | ------------------------------------------------------ | ------------------------------------------------------ | ------------------------------------------------------ | ------------------------------------------------------ | ------------------------------------------------------ | ------------- |
| I                                                      | 1944                                                   | N/D                                                    | RCD Espanyol (1)                                       | 2-1                                                    | Club America                                           | Barcelona                                              | [ 1 ]         |
| II                                                     | 1945                                                   | 29-09-1945                                             | Reial Madrid (1)                                       | 5-4                                                    | FC Barcelona                                           | Madrid                                                 | [ 3 ]         |
| III                                                    | 1946                                                   | 15-09-1946                                             | FC Barcelona (1)                                       | 19-4                                                   | RCD Espanyol                                           | Estadi de Vallecas, Madrid                             | [ 4 ]         |
| IV                                                     | 1947                                                   | N/D                                                    | FC Barcelona (2)                                       | 3-2                                                    | Reial Madrid                                           | Sèrie final a Madrid i Barcelona                       | [ 5 ]         |
| V                                                      | 1948                                                   | N/D                                                    | Reial Madrid (2)                                       | 2-0                                                    | Atlètic de Madrid                                      | Estadi Nuevo de Chamartín, Madrid                      | [ 5 ]         |
| VI                                                     | 1949                                                   | N/D                                                    | Atlético de Madrid (1)                                 | 2-1                                                    | Hèrcules Les Corts                                     | Estadi de Montjuïc, Barcelona                          | [ 6 ]         |
| VII                                                    | 1950                                                   | N/D                                                    | Reial Madrid (3)                                       | 2-1                                                    | Hèrcules Les Corts                                     | Estadi Nuevo de Chamartín, Madrid                      | [ 7 ]         |
| VIII                                                   | 1951                                                   | N/D                                                    | Atlético de Madrid (2)                                 | 2-0                                                    | RCD Espanyol                                           | Estadi de Sarrià, Barcelona                            | [ 8 ]         |
| IX                                                     | 1952                                                   |                                                        | Atlético de Madrid (3)                                 | 7-3                                                    | Reial Madrid                                           | Stadium Metropolitano, Madrid                          | [ 9 ]         |
| X                                                      | 1953                                                   | N/D                                                    | RCD Espanyol (2)                                       | 2-0                                                    | Hèrcules Les Corts                                     | Estadi de Montjuïc, Barcelona                          | [ 10 ]        |
| XI                                                     | 1954                                                   | N/D                                                    | Hèrcules Les Corts (1)                                 | 2-0                                                    | Piratas BC                                             | Estadi de Vallecas, Madrid                             | [ 11 ]        |
| XII                                                    | 1955                                                   | 16-08-1955                                             | Reial Madrid (4)                                       | 20-11                                                  | Atlètic de Madrid                                      | Estadi de Vallecas, Madrid                             | [ 12 ]        |
| XIII                                                   | 1956                                                   |                                                        | FC Barcelona (3)                                       | 17-5                                                   | Club Acero                                             | Estadi de Montjuïc, Barcelona                          | [ 13 ]        |
| XIV                                                    | 1957                                                   | N/D                                                    | Picadero-DAMM JC (1)                                   | lligueta                                               | Club Acero                                             | Bilbao                                                 | [ 14 ]        |
| XV                                                     | 1958                                                   | N/D                                                    | Hèrcules Les Corts (2)                                 | lligueta                                               | Reial Madrid                                           | Estadi de Montjuïc, Barcelona                          | [ 15 ]        |
| XVI                                                    | 1959                                                   | N/D                                                    | Reial Madrid (5)                                       | lligueta                                               | SD Iturrigorri                                         | Ciutat Universitària, València                         | [ 16 ]        |
| XVII                                                   | 1960                                                   | N/D                                                    | Reial Madrid (6)                                       | lligueta                                               | Picadero-DAMM JC                                       | Camp Federació Castellana de Futbol                    | [ 17 ]        |
| XVIII                                                  | 1961                                                   | N/D                                                    | Reial Madrid (7)                                       | 2-1                                                    | Hèrcules Les Corts                                     | Estadi de Montjuïc, Barcelona                          | [ 18 ]        |
| XIX                                                    | 1962                                                   | N/D                                                    | Picadero-DAMM JC (2)                                   | 2-1                                                    | Reial Madrid                                           | Camp de La Elipa, Madrid                               | [ 19 ]        |
| XX                                                     | 1963                                                   | N/D                                                    | Reial Madrid (8)                                       | 2-0                                                    | Piratas BC                                             | Camp de La Elipa, Madrid                               | [ 20 ]        |
| XXI                                                    | 1964                                                   | N/D                                                    | Picadero-DAMM JC (3)                                   | 2-1                                                    | El Corte Inglés                                        | Estadi de Montjuïc, Barcelona                          | [ 21 ]        |
| XXII                                                   | 1965                                                   | N/D                                                    | El Corte Inglés (1)                                    | 2-1                                                    | Picadero-DAMM JC                                       | Madrid                                                 | [ 22 ] [ 23 ] |
| XXIII                                                  | 1966                                                   | N/D                                                    | Piratas BC (1)                                         | 2-0                                                    | El Corte Inglés                                        |                                                        | [ 22 ] [ 24 ] |
| XXIV                                                   | 1967                                                   | N/D                                                    | Piratas BC (2)                                         | 2-1                                                    | Picadero-DAMM JC                                       | Madrid                                                 | [ 22 ] [ 25 ] |
| XXV                                                    | 1968                                                   | N/D                                                    | El Corte Inglés (2)                                    | 2-1                                                    | Picadero-DAMM JC                                       | Estadi de Montjuïc, Barcelona                          | [ 22 ] [ 26 ] |
| XXVI                                                   | 1969                                                   | N/D                                                    | El Corte Inglés (3)                                    | 2-0                                                    | Picadero-DAMM JC                                       | Madrid                                                 | [ 22 ] [ 27 ] |
| XXVII                                                  | 1970                                                   | 04-10-1970                                             | Rayo Vallecano (1)                                     | 2-0                                                    | Picadero-DAMM JC                                       | Estadi de Montjuïc, Barcelona                          | [ 28 ]        |
| XXVIII                                                 | 1971                                                   | 10-10-1971                                             | Madrid BC (1)                                          | 4-1                                                    | Picadero Filomatic JC                                  | Camp de La Elipa, Madrid                               | [ 29 ]        |
| XXIX                                                   | 1972                                                   | N/D                                                    | Madrid BC (2)                                          | 2-0                                                    | Rayo Vallecano                                         |                                                        | [ 30 ]        |
| XXX                                                    | 1973                                                   | 14-10-1973                                             | Condepols MBC (1)                                      | 2-0                                                    | Picadero-Moritz JC                                     | Madrid                                                 | [ 31 ]        |
| XXXI                                                   | 1974                                                   | N/D                                                    | Condepols MBC (2)                                      | 2-1                                                    | Picadero-Moritz JC                                     |                                                        | [ 32 ]        |
| XXXII                                                  | 1975                                                   | N/D                                                    | Condepols MBC (3)                                      | 2-1                                                    | Catalunya BC                                           | Camp de La Elipa, Madrid                               | [ 33 ]        |
| XXXIII                                                 | 1976                                                   | N/D                                                    | Johnson & Johnson (1)                                  | 2-1                                                    | SD Iturrigorri                                         | Bilbao                                                 | [ 34 ]        |
| XXXIV                                                  | 1977                                                   | N/D                                                    | Catalunya BC (1)                                       | 2-0                                                    | Piratas BC                                             | Camp Municipal de Beisbol, Barcelona                   | [ 35 ]        |
| XXXV                                                   | 1978                                                   | N/D                                                    | Condepols MBC (4)                                      | 2-0                                                    | Hèrcules Les Corts                                     | Camp de La Elipa, Madrid                               | [ 36 ]        |
| XXXVI                                                  | 1979                                                   | N/D                                                    | Condepols MBC (5)                                      | 2-0                                                    | Hèrcules Les Corts                                     | Camp Municipal de Beisbol, Barcelona                   | [ 37 ] [ 38 ] |
| XXXVII                                                 | 1980                                                   |                                                        | Condepols MBC (6)                                      | lligueta                                               | Hippocampo Sant Boi                                    |                                                        |               |
| XXXVIII                                                | 1981                                                   | N/D                                                    | Piratas BC (3)                                         | lligueta                                               |                                                        | Estadio de La Elipa, Madrid                            | [ 39 ]        |
| XXXIX                                                  | 1982                                                   | 3-10-1982                                              | CB Viladecans (1)                                      | 9-1                                                    | Piratas BC                                             | Camp Municipal de Beisbol, Barcelona                   | [ 40 ]        |
| XL                                                     | 1983                                                   | 02-10-1983                                             | CB Viladecans (2)                                      | 11-4                                                   | Atlético Democráticas                                  | Camp Municipal de Beisbol, Barcelona                   | [ 41 ]        |
| XLI                                                    | 1984                                                   | 28-10-1984                                             | CB Viladecans (3)                                      | 5-1                                                    | SD Iturrigorri                                         | Camp Municipal de Beisbol, Barcelona                   | [ 42 ]        |
| XLII                                                   | 1985                                                   | 04-08-1985                                             | CB Viladecans (4)                                      | 8-1                                                    | CB Piratas                                             |                                                        | [ 43 ]        |
| XLIII                                                  | 1986                                                   | N/D                                                    | CB Viladecans (5)                                      | 2-1                                                    | CD Irabia                                              | Navarra                                                | [ 44 ]        |
| XLIV                                                   | 1987                                                   | 03-05-1987                                             | CB Viladecans (6)                                      | 7-0                                                    | Hèrcules Les Corts                                     | Sant Boi / Camp de Beisbol de Montjuïc                 |               |
| XLV                                                    | 1988                                                   |                                                        | CB Viladecans (7)                                      | 20-2                                                   | San Blas-EM Madrid                                     |                                                        |               |
| XLVI                                                   | 1989                                                   | 24-09-1989                                             | CB Viladecans (8)                                      | 8-3                                                    | EM de la Elipa                                         | Camp de Beibol de Burlada                              | [ 45 ]        |
| XLVII                                                  | 1990                                                   | 07-07-1990                                             | CB Viladecans (9)                                      | 9-2                                                    | CD Irabia                                              | Camp Carlos Pérez de Rozas, Barcelona                  | [ 46 ]        |
| XLVIII                                                 | 1991                                                   |                                                        | CB Viladecans (10)                                     |                                                        | EM de Madrid                                           |                                                        |               |
| XLIX                                                   | 1992                                                   |                                                        | CB Viladecans (11)                                     |                                                        |                                                        |                                                        |               |
| L                                                      | 1993                                                   | 09-06-1993                                             | CB Viladecans (12)                                     | 12-2                                                   | CD Irabia                                              |                                                        | [ 47 ]        |
| LI                                                     | 1994                                                   | 25-09-1994                                             | CB Viladecans (13)                                     | 9-1                                                    | CD Irabia                                              | Puerto de la Cruz                                      | [ 48 ]        |
| LII                                                    | 1995                                                   |                                                        | CB Viladecans (14)                                     |                                                        |                                                        |                                                        |               |
| LIII                                                   | 1996                                                   |                                                        | CB Viladecans (15)                                     |                                                        | CD Arga                                                |                                                        |               |
| LIV                                                    | 1997                                                   |                                                        | CB Viladecans (16)                                     |                                                        | CD Amaya                                               |                                                        |               |
| LV                                                     | 1998                                                   |                                                        | CB Viladecans (17)                                     |                                                        |                                                        |                                                        |               |
| LVI                                                    | 1999                                                   | 02-05-1999                                             | CB Viladecans (18)                                     | 6-0                                                    | CD Arga                                                | Complex Universitari d'Espinardo, Múrcia               | [ 49 ]        |
| LVII                                                   | 2000                                                   |                                                        | CB Viladecans (19)                                     |                                                        | CD Arga                                                |                                                        |               |
| LVIII                                                  | 2001                                                   | 15-10-2001                                             | CD Arga (1)                                            |                                                        | CB Viladecans                                          | Camp Municipal El Soto, Burlada                        | [ 50 ]        |
| LIX                                                    | 2002                                                   | 31-03-2002                                             | CB Sant Boi (1)                                        | 3-2                                                    | CB Viladecans                                          | Camp Municipal de Beisbol Sant Boi                     | [ 51 ]        |
| LX                                                     | 2003                                                   | 19-10-2003                                             | CB Sant Boi (2)                                        | 8-1                                                    | Rojos de Tenerife                                      | Camp Municipal de Beisbol, Gijón                       | [ 52 ]        |
| LXI                                                    | 2004                                                   | 12-10-2004                                             | Rojos de Tenerife (1)                                  | 5-0                                                    | CB Sant Boi                                            | Camp Municipal El Soto, Burlada                        | [ 53 ]        |
| LXII                                                   | 2005                                                   | 01-11-2005                                             | Rojos de Tenerife (2)                                  | 6-1                                                    | FC Barcelona                                           | Camp Municipal de Beisbol de Viladecans                | [ 54 ]        |
| LXIII                                                  | 2006                                                   | 06-08-2006                                             | CB Sant Boi (3)                                        | 3-0                                                    | CB Viladecans                                          | Camp Carlos Pérez de Rozas, Barcelona                  | [ 55 ]        |
| LXIV                                                   | 2007                                                   | 12-08-2007                                             | Tenerife Marlins PC (1)                                | 2-0                                                    | FC Barcelona                                           | Camp Municipal de Beisbol, Gijón                       | [ 56 ]        |
| LXV                                                    | 2008                                                   | 05-10-2008                                             | El Llano BC (1)                                        | 7-6                                                    | CB Viladecans                                          | Camp Municipal El Soto, Burlada                        | [ 57 ]        |
| LXVI                                                   | 2009                                                   | 09-08-2009                                             | Tenerife Marlins PC (2)                                | 2-1                                                    | CBS Sant Boi                                           | Camp Municipal de Beisbol, Sant Boi                    |               |
| LXVII                                                  | 2010                                                   |                                                        | Tenerife Marlins PC (3)                                |                                                        | San Inazio BE Bilbao                                   |                                                        |               |
| LXVIII                                                 | 2011                                                   | 24-04-2011                                             | Tenerife Marlins PC (4)                                | 9-0                                                    | CBS Sant Boi                                           | Camp Municipal El Soto, Burlada                        | [ 58 ]        |
| LXIX                                                   | 2012                                                   | 08-04-2012                                             | Tenerife Marlins PC (5)                                | 3-2                                                    | CBS Barcelona                                          | Camp Carlos Pérez de Rozas, Barcelona                  | [ 59 ]        |
| LXX                                                    | 2013                                                   | 31-03-2013                                             | Tenerife Marlins PC (6)                                | 8-4                                                    | CBS Barcelona                                          | Camp Carlos Pérez de Rozas, Barcelona                  | [ 60 ]        |
| LXXI                                                   | 2014                                                   | 25-05-2014                                             | CBS Barcelona (1)                                      | 12-2                                                   | Tenerife Marlins PC                                    | Camp de Beisbol El Fango, Bilbao                       | [ 61 ]        |
| LXXII                                                  | 2015                                                   | 26-07-2015                                             | CBS Sant Boi (4)                                       | 1-0                                                    | Tenerife Marlins PC                                    | Camp Municipal de Beisbol, Sant Boi                    | [ 62 ]        |
| LXXIII                                                 | 2016                                                   | 14-08-2016                                             | CBS Sant Boi (5)                                       | 1-0                                                    | Tenerife Marlins PC                                    | Camp Carlos Pérez de Rozas, Barcelona                  | [ 63 ]        |
| LXXIV                                                  | 2017                                                   | 21-05-2017                                             | Astros València (1)                                    | 4-3                                                    | Tenerife Marlins PC                                    | Camp de Beisbol Riu Túria, València                    | [ 64 ]        |
| LXXV                                                   | 2018                                                   | 20-05-2018                                             | Astros València (2)                                    | 8-7                                                    | Tenerife Marlins PC                                    | Camp Municipal de Beisbol, Sant Boi                    | [ 65 ]        |
| LXXVI                                                  | 2019                                                   | 19-05-2019                                             | CBS Sant Boi (6)                                       | 7-3                                                    | San Inazio Beisbol                                     | Camp de Beisbol El Fango, Bilbao                       | [ 66 ]        |
| Edició suspesa pel risc públic de contagi del COVID-19 | Edició suspesa pel risc públic de contagi del COVID-19 | Edició suspesa pel risc públic de contagi del COVID-19 | Edició suspesa pel risc públic de contagi del COVID-19 | Edició suspesa pel risc públic de contagi del COVID-19 | Edició suspesa pel risc públic de contagi del COVID-19 | Edició suspesa pel risc públic de contagi del COVID-19 | [ 67 ]        |
| LXXVII                                                 | 2021                                                   | 25-07-2021                                             | Astros València (3)                                    | 9-4                                                    | Tenerife Marlins PC                                    | Camp Municipal de Beisbol de Viladecans                | [ 68 ]        |
| LXXVIII                                                | 2022                                                   | 28-08-2022                                             | Astros València (4)                                    | 6-0                                                    | Tenerife Marlins PC                                    | Camp de Beisbol Antonio Espejo, Benamejí               | [ 69 ]        |
| LXXVIII                                                | 2023                                                   | 06-08-2023                                             | Astros València (5)                                    | 18-10                                                  | Tenerife Marlins PC                                    | Camp de Beisbol Antonio Espejo, Benamejí               | [ 70 ]        |

1. 1 2 3 4 5 6 7 8 9 10 11 12 13 14 15 16 17 18 19 20 21 22 23 24 25 26  Sistema de series finals
2. ↑  Alineació indeguda del CBS Sant Boi

## Palmarès
| Equip                              | Campió | Subcampió | Finals | Anys campió | Anys subcampió                                       |
| ---------------------------------- | ------ | --------- | ------ | --- | ---------------------------------------------------- |
| Club Beisbol Viladecans            | 19     | 4         | 23     | 1982, 1983, 1984, 1985, 1986, 1987, 1988, 1989, 1990, 1991, 1992, 1993, 1994, 1995, 1996, 1997, 1998, 1999, 2000 | 2001, 2002, 2006, 2008                               |
| Reial Madrid                       | 8      | 4         | 12     | 1945, 1948, 1950, 1955, 1959, 1960, 1961, 1963                                                                   | 1947, 1952, 1958, 1962                               |
| Tenerife Marlins Puerto Cruz       | 6      | 8         | 14     | 2007, 2009, 2010, 2011, 2012, 2013                                                                               | 2014, 2015, 2016, 2017, 2018, 2021, 2022, 2023       |
| Club de Beisbol i Softbol Sant Boi | 6      | 3         | 9      | 2002, 2003, 2006, 2015, 2016, 2019                                                                               | 2004, 2009, 2011                                     |
| Condepols Madrid Beisbol Club      | 6      | 0         | 6      | 1973, 1974, 1975, 1978, 1979, 1980                                                                               | —                                                    |
| Club Beisbol Astros València       | 5      | 0         | 5      | 2017, 2018, 2021, 2022, 2023                                                                                     | —                                                    |
| Picadero Jockey Club               | 3      | 9         | 12     | 1957, 1962, 1964                                                                                                 | 1960, 1965, 1967, 1968, 1969, 1970, 1971, 1973, 1974 |
| Piratas Beisbol Club               | 3      | 4         | 7      | 1966, 1967, 1981                                                                                                 | 1954, 1963, 1977, 1985                               |
| Futbol Club Barcelona              | 3      | 3         | 6      | 1946, 1947, 1956                                                                                                 | 1945, 2005, 2007                                     |
| Atlètic de Madrid                  | 3      | 2         | 5      | 1949, 1951, 1952                                                                                                 | 1948, 1955                                           |
| El Corte Inglés                    | 3      | 2         | 5      | 1965, 1968, 1969                                                                                                 | 1964, 1966                                           |
| Club de Beisbol i Softbol Hèrcules | 2      | 7         | 9      | 1954, 1958 | 1949, 1950, 1953, 1961, 1978, 1979, 1987             |
| Reial Club Deportiu Espanyol       | 2      | 2         | 4      | 1944, 1953 | 1946, 1951                                           |
| Rojos de Candelaria Béisbol Club   | 2      | 1         | 3      | 2004, 2005 | 2003                                                 |
| Madrid Beisbol Club                | 2      | 0         | 2      | 1971, 1972 | —                                                    |
| Club Deportivo Arga                | 1      | 3         | 4      | 2001 | 1996, 1999, 2000                                     |
| Club Beisbol i Softbol Barcelona   | 1      | 2         | 3      | 2014 | 2012, 2013                                           |
| Rayo Vallecano                     | 1      | 1         | 2      | 1970 | 1972                                                 |
| Catalunya Beisbol Club             | 1      | 1         | 2      | 1977 | 1975                                                 |
| Johnson & Johnson                  | 1      | 0         | 1      | 1976 | —                                                    |
| El Llano Beisbol Club              | 1      | 0         | 1      | 2008 | —                                                    |
| Club Atlético Deportivo Irabia     | 0      | 5         | 5      | — | 1982, 1986, 1990, 1993, 1994                         |
| Sociedad Deportiva Iturrigorri     | 0      | 3         | 3      | — | 1959, 1976, 1984                                     |
| Club Acero                         | 0      | 2         | 2      | — | 1956, 1957                                           |
| Escuela Municipal de Madrid        | 0      | 2         | 2      | — | 1988, 1991                                           |
| San Inazio BE Bilbao               | 0      | 2         | 2      | — | 2010, 2019                                           |
| Club America                       | 0      | 1         | 1      | — | 1944                                                 |
| Hippocampo Sant Boi                | 0      | 1         | 1      | - | 1980                                                 |
| Atlético Democráticas Zaragoza     | 0      | 1         | 1      | - | 1983                                                 |
| Escuela Municipal de la Elipa      | 0      | 1         | 1      | — | 1989                                                 |
| Club Deportivo Amaya               | 0      | 1         | 1      | — | 1997                                                 |